# Vieux-Rouen-sur-Bresle
Vieux-Rouen-sur-Bresle ist eine französische Gemeinde mit 583 Einwohnern (Stand 1. Januar 2022) im Département Seine-Maritime in der Region Normandie (vor 2016 Haute-Normandie). Sie gehört zum Arrondissement Dieppe und ist Teil des Kantons Gournay-en-Bray (bis 2015 Aumale). Die Einwohner werden Vieux Rouennais genannt.

## Geographie
Vieux-Rouen-sur-Bresle liegt etwa 60 Kilometer ostsüdöstlich von Dieppe am Bresle. Umgeben wird Vieux-Rouen-sur-Bresle von den Nachbargemeinden Hodeng-au-Bosc im Norden, Neuville-Coppegueule im Nordosten, Saint-Germain-sur-Bresle im Osten und Südosten, Ellecourt im Süden, Marques im Südwesten, Aubéguimont im Westen und Südwesten, Saint-Martin-au-Bosc im Westen sowie Campneuseville im Nordwesten.

## Bevölkerungsentwicklung
| Jahr                      | 1962 | 1968 | 1975 | 1982 | 1990 | 1999 | 2006 | 2013 |
| Einwohner                 | 823  | 750  | 768  | 676  | 713  | 643  | 670  | 631  |
| Quelle: Cassini und INSEE |      |      |      |      |      |      |      |      |

## Sehenswürdigkeiten
- Kirche Notre-Dame aus dem 12./13. Jahrhundert
- Kirche Saint-Jean-Baptiste in Bouafles aus dem 12. Jahrhundert
- Kapelle Notre-Dame-des-Champs aus dem Jahre 1858
- Schloss aus dem 16. Jahrhundert
- Donjon der früheren Burg von Mateputenam

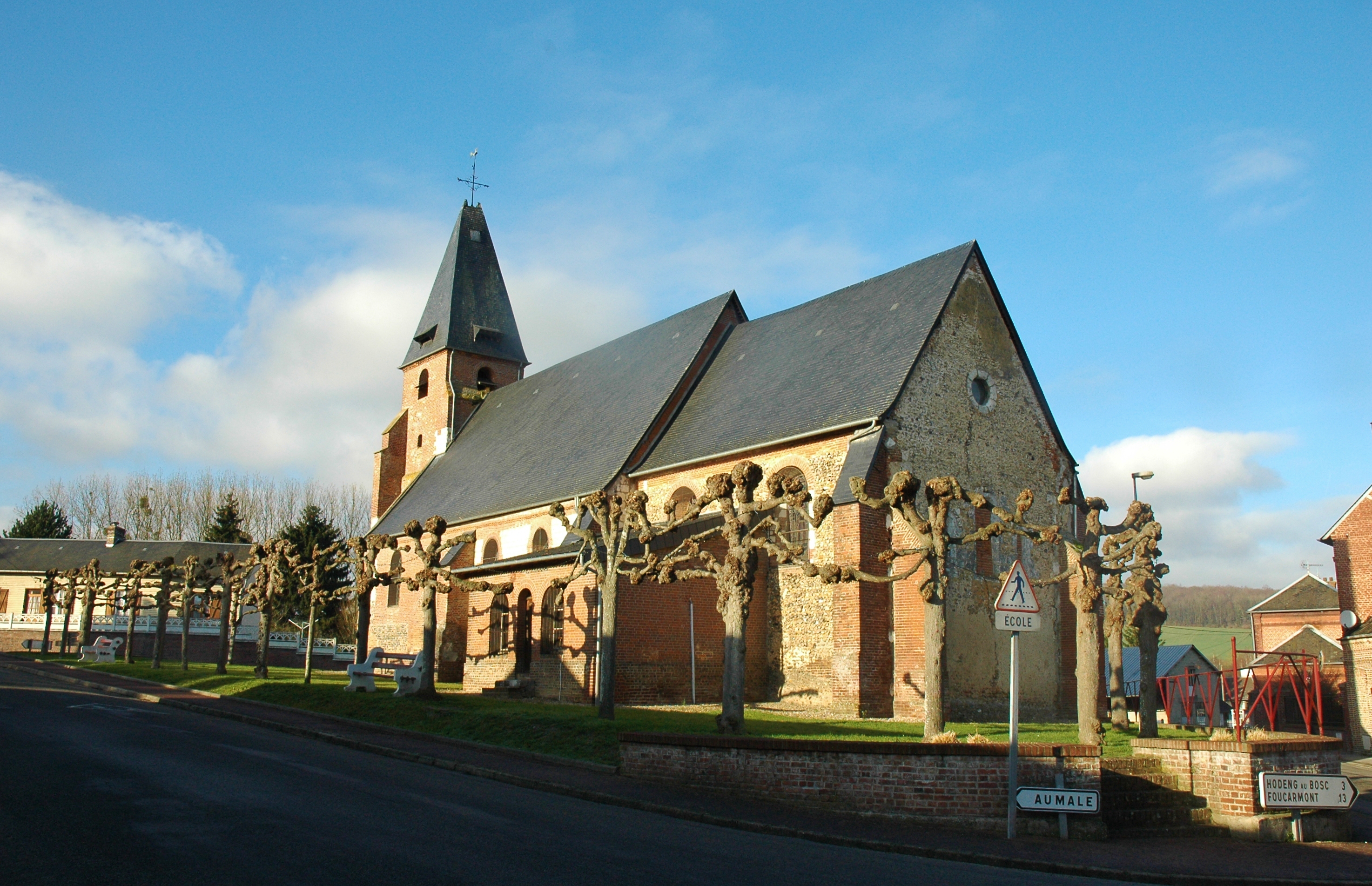
Kirche Notre-Dame

## Persönlichkeiten
- Georges Mounin (eigentlich Louis Julien Leboucher, 1910–1993), Linguist und Semiotiker